# Блонсько
Блонсько (пол. Błońsko) — село в Польщі, у гміні Раконевиці Ґродзиського повіту Великопольського воєводства.
Населення — 317 осіб (2011).
У 1975-1998 роках село належало до Познанського воєводства.

## Демографія
Демографічна структура станом на 31 березня 2011 року:
|          | Загалом | Допрацездатний вік | Працездатний вік | Постпрацездатний вік |
| -------- | ------- | ------------------ | ---------------- | -------------------- |
| Чоловіки | 162     | 39                 | 113              | 10                   |
| Жінки    | 155     | 40                 | 93               | 22                   |
| Разом    | 317     | 79                 | 206              | 32                   |